# Marat Anatoljewitsch Makarow
Marat Anatoljewitsch Makarow (russisch Марат Анатольевич Макаров; beim Weltschachverband FIDE Marat Makarov; * 7. Mai 1963; † 17. November 2023) war ein russischer Schachspieler und -trainer.

## Werdegang
Im Jahre 1982 erhielt Makarow den Titel eines nationalen Meisters. Im Vorjahr gelang ihm der Sieg bei der Jugendmeisterschaft der RSFSR. 1991 wurde er wieder erfolgreich, indem er nach einem Extra-Turnier die russische Einzelmeisterschaft 1990 an sich riss und dabei Wladimir Kramnik und Maxim Sorokin um einen halben Punkt distanzieren konnte. 
Im Jahre 1991 wurde er Internationaler Meister, seit 1993 trug er den Titel Großmeister. Makarow bestätigte seine Spielstärke durch ordentliche Resultate auf internationalen Turnieren: 1. Platz in Aranđelovac (1993), 1. Platz beim White Nights Festival in Sankt Petersburg (2002, geteilt mit Pawel Anissimow), 3. Platz beim Petrovskaya Ladya Festival in Peterhof (2007). 1998 nahm er mit der dritten russischen Auswahl an der Schacholympiade in Elista teil.
Mit dem NGSK-Team aus Nowosibirsk, zu dem neben ihm Spieler wie Anatoli Waisser und Gennadij Timoščenko gehörten, gewann Makarow 1988 die erste sowjetische Mannschaftsmeisterschaft in Nabereschnyje Tschelny. 1995 triumphierte er mit Nowaja Sibir bei der russischen Mannschaftsmeisterschaft in Kasan. Weiterhin spielte er Vereinsschach für FINEC (Sankt Petersburg), Transsib (Nowosibirsk) und Sibir (Tomsk).
Makarow verbrachte viele Jahre in Omsk und Nowosibirsk, seit etwa 2007 war er in Sankt Petersburg ansässig. Im selben Jahre teilte er den 1.–3. Platz bei der Sankt Petersburger Stadtmeisterschaft und wurde aufgrund der besseren Feinwertung zum Sieger erklärt. Er war als Trainer und Vorsitzender der Disziplinarkommission im örtlichen Schachverband tätig. Zu den von ihm betreuten Spielern zählten seine Ehefrau Julija Djomina, Nikita Witjugow, Ildar Chairullin, Jekaterina Korbut und Anastassija Bodnaruk.

## Werke
- Marat Makarov, J. Demina, S. Soloviev: 2007. The endgame. Chess Stars, Sofia, Bulgaria 2007 (englisch).